# Listă de seriale anulate după primul episod
Lista serialelor de televiziune anulate după un episod este formată din emisiuni TV  care au fost retrase rapid din grila de emisie și / sau din producție imediat după premierele lor. Astfel de anulări imediate sunt cazuri extrem de rare și sunt, de obicei, atribuite unei combinații de recenzii extrem de negative, audiențe foarte mici, conținut radical sau controversat și / sau circumstanțe dincolo de controlul rețelei.
- Anchorwoman (serial TV)
- Australia's Naughtiest Home Videos
- Bounty Wars
- Co-Ed Fever
- Dot Comedy
- Emily's Reasons Why Not
- Grill Me
- Heil Honey I'm Home!
- Lawless (serial TV)
- Osbournes Reloaded
- Public Morals
- Quarterlife
- The Rich List (serial TV american)
- Rosie Live
- The Secret Service
- Secret Talents of the Stars
- Think Like a Cat
- Turn-On
- The Will
- You're in the Picture